# Obi
|  | Aquest article tracta sobre un riu. Si cerqueu altres significats, vegeu «Obi (desambiguació)». |

L'Obi (del rus Обь), també anomenat Ob, és un dels rius més grans de la Sibèria occidental i el quart més llarg de Rússia. La seva conca ocupa uns tres milions de km² i s'estén, a banda de Rússia, per Kazakhstan, Xina i Mongòlia. És el més occidentals dels tres grans cursos d'aigua de Sibèria. Com el Ienissei i el Lena, l'Obi, que neix al massís de l'Altai i desemboca en un golf al mar de Kara, discorre en direcció sud-nord i drena una gran regió caracteritzada per les seves baixes altures.
Junt amb el seu llarg afluent, l'Irtix, constitueix una de les més llargues artèries fluvials del món, amb un curs de més de 5.400 km. L'Obi i els seus principals tributaris ofereixen possibilitats de navegació estacional, representant una via de comunicació molt important per un espai amb un fort potencial de desenvolupament, i també un eix de poblament dominat per alguns grans centres industrials com Novossibirsk, Iekaterinburg i Omsk. Durant les darreres dècades la seva conca s'ha convertit en el principal lloc d'extracció d'hidrocarburs de la Federació Russa.

## Noms
El riu Obi és conegut pels khantis amb els noms d'As, Iag, Kolta i Iema; per als nenets es tracta del Kolta o del Kuai, i pels tàtars de Sibèria l'anomenen Umar o Omass.

## Geografia

Cabal mensual de l'Obi a Barnaül.

L'Obi es forma a uns 26 km al sud-oest de Biïsk, al krai de l'Altai, per la confluència del Bia i el Katun. Ambdós rius neixen a les muntanyes de l'Altai: el Bia al llac Telètskoie i el Katun, d'uns 700 km de llargada, a la glacera del Belukha.
El riu es divideix en més d'una branca, especialment després d'unir-se al seu gran afluent, l'Irtix a uns 69° E. Amb origen a la Xina, l'Irtix és en realitat més llarg que l'Obi, ja que fa 4.248 km. Si comptem doncs, des de les fonts de l'Irtix fins a la desembocadura de l'Obi a l'Àrtic, el conjunt fluvial Obi-Irtix és el més llarg de Rússia, amb 5.410 quilòmetres. Altres afluents importants són: per l'est, el Tom, Txulim, Ket, Tim i Vakh, i per l'oest i sud el Vasiugan, l'Irtix (amb els seus tributaris Tobol i Ixim), i el Sosva.
L'Obi zigzagueja cap a l'oest i al nord fins que arriba als 55° N, latitud a partir de la qual vira cap al nord-oest i després al nord un altre cop, acabant en direcció est fins al golf de l'Obi, un llarg entrant de 965 km del mar de Kara, que separa les penínsules de Iamal i de Guida.
La conca de l'Obi recorre principalment zones d'estepes, taigàs, aiguamolls i tundra. Les planes d'inundació de l'Obi es caracteritzen per nombrosos afluents i llacs. L'Obi queda gelat des del sud de Barnaul des de principis de novembre fins a finals d'abril, i al nord de Salekhard, a 160 km de la seva desembocadura, a partir de finals d'octubre fins a principis de juny. El riu Obi creua diverses zones climàtiques. La vall de l'Obi superior, al sud, veu el conreu de la vinya, melons i síndries, mentre que la part baixa de l'Obi és de tundra àrtica.

### Curs del riu

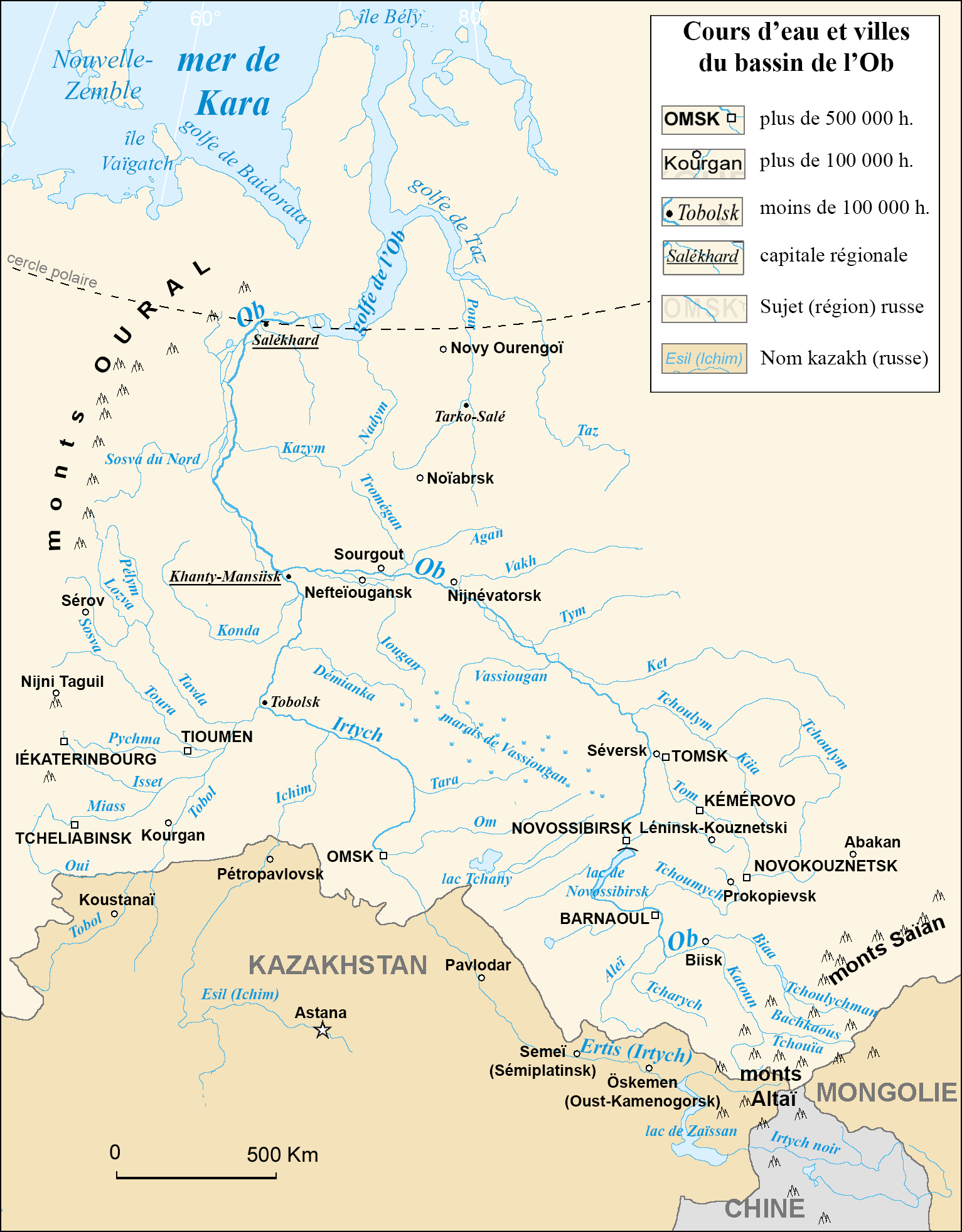
Conca del riu Ob

L'Obi és un dels rius més llargs del continent asiàtic i del món, però les dades estadístiques sobre la seva longitud total poden variar molt segons la font considerada. El curs principal de l'Ob, mesurat aigües avall de Biïsk als contraforts de les muntanyes d'Altai a la confluència dels rius Katun i Bia fins a la capçalera del seu estuari aigües avall de Salekhard, arriba als 3.650 km als quals cal afegir els 800 km de el seu estuari, o 4.450 km. Si, en canvi, la font del seu principal afluent, l'Irtix, es considera el punt de partida d'una artèria fluvial Obi-Irtix, la longitud total arriba als 5.410 km (6.210 km amb l'estuari).

#### L'Obi superior
La part alta del curs principal del riu s'estén des de la confluència del Katun i el Bia fins a la reunió de l'Obi i el seu afluent, el Tom, a uns cinquanta quilòmetres al nord-oest de Tomsk.
La reunió de dos rius originats a les muntanyes d'Altai, el Katun (amb aigua de la neu que es fon dels alts cims), a l'oest, i el Bia (descendent del llac Teletskoye), a l'est, donen lloc a l'Obi., aigües avall de Biysk. Aquests dos rius, amb una longitud de 688 km respectivament, de cabal constant, porten 626 mPlantilla:Exp/s al riu naixent. L'Obadopta, en la primera part del seu curs, una direcció oest, i rep, a la riba esquerra, molts afluents de curta longitud (en comparació amb les aigües avall) entre ells el Peschanaya, l'Anuy i el Charysh. El riu encara té un pendent mitjà relativament pronunciat de 2,5 ‰, però el seu llit ja està ple de bancs de sorra i illes. Després de la seva reunió amb el riu Charysh, gira cap al nord, agafant la direcció de Barnaül, la vall i el llit menor s'eixampla, l'Obpren definitivament el seu aspecte de curs d'aigua plana, després d'haver rebut l'aportació de l'Alei, un afluent del marge esquerre. A Barnaül, l'Obi reprèn una orientació occidental, la seva vall s'eixampla encara més, mesura entre 5 i 10 quilòmetres d'ample amb un marge esquerre més pronunciat que el dret. ; el seu llit es fa més complex (molts braços, presència de llacs) mentre augmenta la seva profunditat mitjana. El riu torna a canviar de direcció a Kamen-na-Obí, reprenent un curs orientat al nord-est, la vall s'estreny 3 km d'amplada abans que el rierol entri a l'enorme embassament de Novossibirsk. Des d'aquesta darrera població, encara fluint cap a l'Àrtic, l'Obi s'endinsa en una regió forestal dominada pels bedolls i els trèmols, la seva velocitat de flux disminueix, la seva vall fa prop 20 km d'amplada de mitjana. El seu curs superior acaba quan el riu es troba amb el seu poderós afluent de la riba dreta, el Riu Tom, prop de la ciutat de Tomsk.

#### L'Obi mitjà
Aquesta part del riu s'estén des de la confluència amb el Tom fins a la del principal afluent, l'Irtix, durant la qual l'Obi flueix en direcció nord-oest, després francament oest.
Més enllà de l'aportació del Tom, el curs d'aigua siberià canvia d'orientació nord-est a una orientació nord-oest i rep tota una sèrie d'afluents. Al marge esquerre, els afluents apareixen de curta longitud (Chaya, Parabel), amb l'excepció del Vassiugan, a causa de la presència meridional de la zona de drenatge d'Irtix. Al marge dret, al contrari, els rius tenen la possibilitat de desenvolupar conques hidrogràfiques més importants, l'Obi rep successivament les aportacions del Txulim, el Ket, el Tim, el Vakh i l'Agan; el primer d'ells desenvolupa un curs de 1.800 km i porta prop de 800 m3/s al riu. Des de la seva reunió amb l'Agan, el riu adopta una direcció oest, rep molts afluents de longitud mitjana: al marge dret, el Tromegan, el Liamine i el Nazym, al marge esquerre, el Gran Iougan i el Gran Salym abans de confluir amb el seu afluent principal, l'Irtix prop de Khanti-Mansisk. Aquest últim, nascut a les muntanyes de Mongòlia, té una longitud molt superior a l'Obi amb els seus 4.248 km, però a causa de la poca pluviositat que cau a la seva conca hidrogràfica, es caracteritza per un cabal baix (menys de 3.000 m3/s).
Des de la seva trobada amb Vassiougan, l'Obi entra en el domini de la immensa taigà siberiana. El seu pendent es torna molt reduït i la seva vall s'eixampla de nou fins a arribar als 30 a 50 quilòmetres mentre que el llit principal del riu, que fa un quilòmetre d'amplada durant les baixes, pot arribar als tres quilòmetres durant el període de les aigües. La profunditat del llit gairebé no cau per sota dels 4 a 8 m durant l'aigua baixa. Durant les inundacions, l'Obi surt del seu llit menor i inunda la vall durant diverses desenes de quilòmetres durant dos o tres mesos.

#### L'Obi inferior

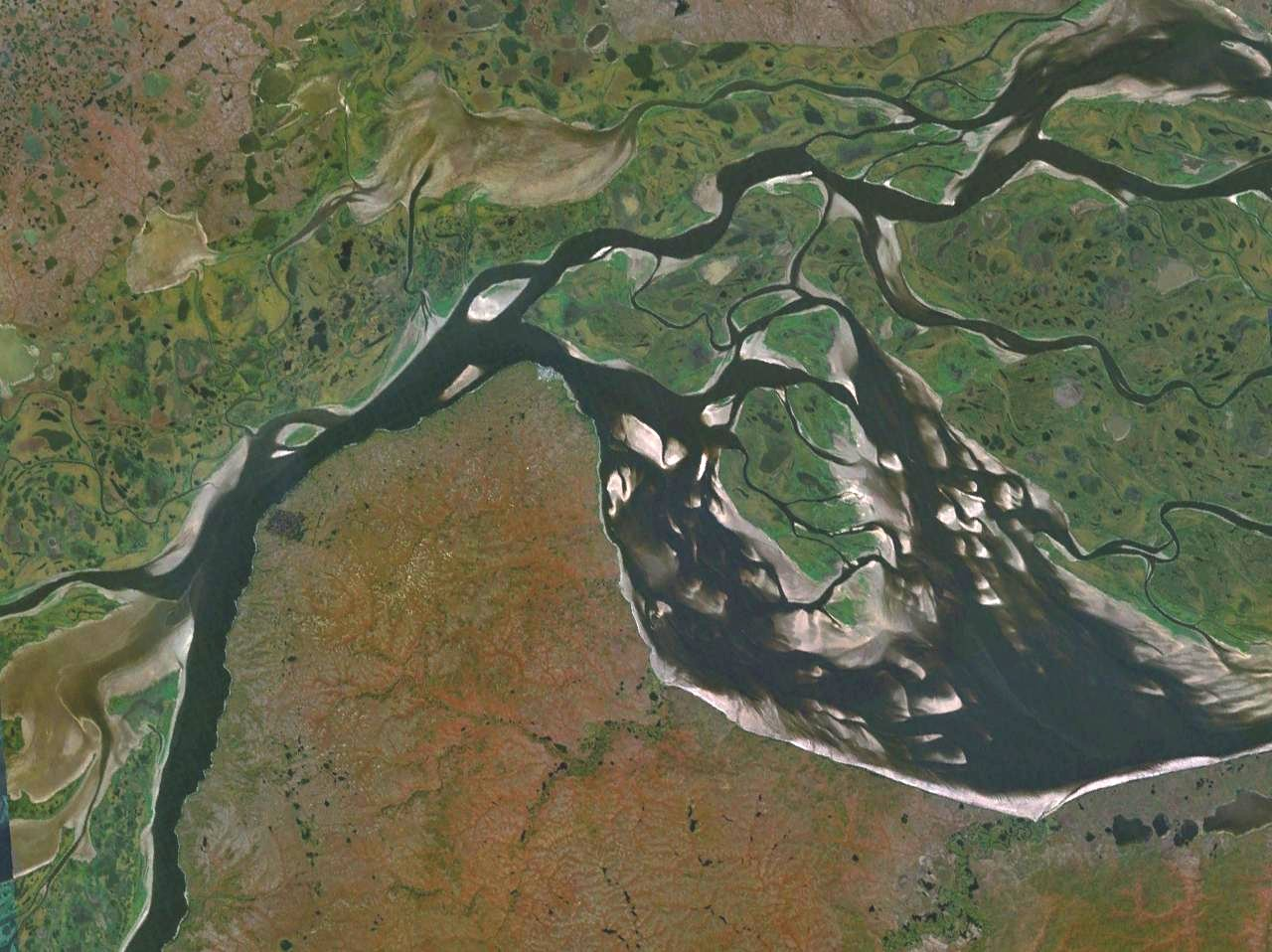
Imatge de satèl·lit del delta de l'Obi.

Aquesta darrera part del recorregut comença després de la confluència amb l'Irtux, l'Obi deixa la seva direcció oest per orientar-se nord-nord-est fins a Peregrebnoye abans d'adoptar, després d'aquesta població, una orientació francament nord. El riu travessa durant el seu curs el límit nord de la taigà abans de penetrar enmig de la tundra al nivell del seu delta. En una vall de 30 quilòmetres d'amplada, dominada per altures d'altitud mediocre a la riba dreta, el riu flueix lentament dividint-se, poc abans de Peregrebnoye, en dos braços: el gran (Boltxaia Obi a la dreta, el petit (Malaia) Obi a l'esquerra. Cadascun dels seus braços rep afluents, el Kounovat i el Kazym pel primer nom, el Synia i el Sosva du Nord per al segon. Abans d'arribar a Xurixkari, el riu troba un sol llit 19 km d'ample i 40 m de profunditat. Després de la confluència, més enllà de Salekhard, amb el Poluy, l'Obi es divideix de nou en dos braços, el Khamanelsk Obi (esquerra) i el Nadym Obi (dreta) per formar un delta.
Aquest delta s'obre al golf de l'Obi (en rus Obskaya Gouba), també anomenat estuari, de 800 kilomètres de llarg i 30 km d'amplada, que té la seva pròpia zona de captació, amb una superfície de 105.000 km², abans de trobar-se amb el mar de Kara. A la costa oriental, s'obre un diverticle, l'estuari del Taz, desembocadura del riu homònim, que drena el districte autònom Yamalo-Nenets i té una àrea de captació de 150.000 km² per una longitud superior 1.400 km. El golf (o estuari) de l'Ob, poc profund (de 10 a 12 m), talla les penínsules de Yamal i Gyda; la costa oriental és molt escarpada mentre que l'occidental és baixa i pantanosa.

## Ús humà

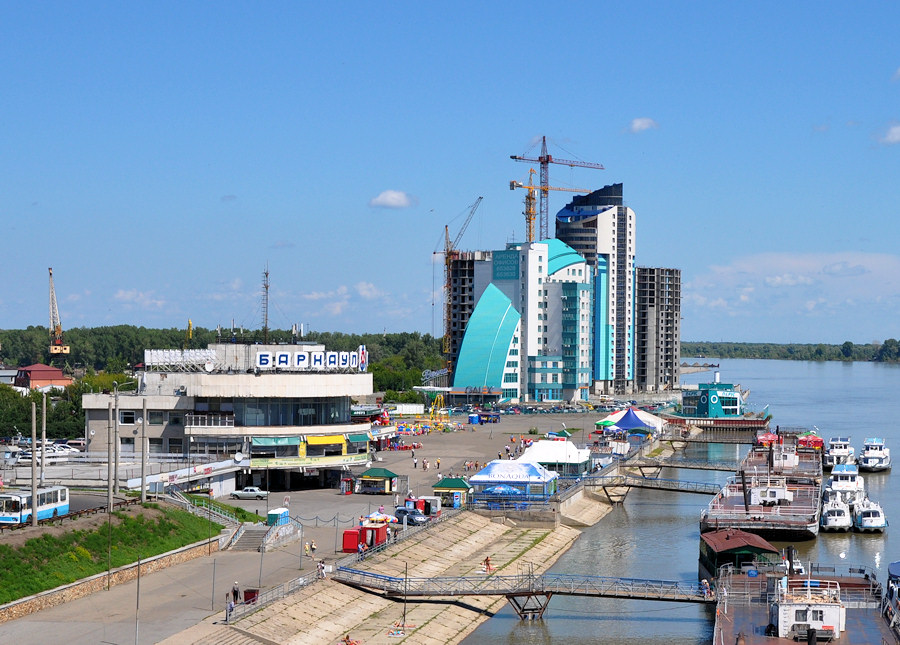
L'Obi a Barnaül

Les aigües de l'Obi s'utilitzen sobretot per al reg, aigua potable, obtenció d'energia hidroelèctrica, i la pesca, ja que el riu acull més de 50 espècies de peixos.
Les aigües navegables de la de la seva conca hidrogràfica s'acosten als 15.000 km. La seva importància en el transport fluvial fou particularment important abans de la finalització del ferrocarril Transsiberià, ja que, tot i que la direcció principal del riu i els seus afluents és de sud a nord, l'amplada de la conca també permetia un transport en direcció est-oest. Fins a principis del segle xx el principal port fluvial de l'oest era Tiumén, situat al riu Turà, un afluent del riu Tobol, gràcies als quals queda connectat amb el ferrocarril Iekaterinburg-Perm el 1885, cosa que permet tenir un enllaç ferroviari amb els rius Kama i Volga, al cor de Rússia. Tiumén passà a ser una important estació terminal durant alguns anys, fins que el ferrocarril es va estendre més cap a l'est. A l'est dels confins de la conca de l'Obi, Tomsk al riu Tom era un centre important.
A Tiumén arribà el primer vaixell de vapor el 1836, i pel curs mitjà de l'Obi hi naveguen vaixells de vapor des de 1845. El començament de la navegació a vapor per l'Obi no va ser fàcil, i no va ser fins al 1857 quan el vaixell de vapor es començà a desenvolupar de manera seriosa per la conca de l'Obi. La navegació a vapor va començar al Ienissei el 1863 i al Lena i l'Amur durant la dècada de 1870. En un intent d'ampliar el sistema navegable de l'Obi a finals del segle xix, utilitzant el riu Ket, es va construir un sistema de canals de 900 km per connectar l'Obi amb el Ienissei, però aviat va ser abandonat per manca de competitivitat amb el ferrocarril.
El Transsiberià, un cop completat, proporcionà un transport més directe i durant tot l'any en la direcció est-oest. Però el sistema del riu Obi seguia sent important per connectar les grans extensions de les províncies de Tiumén i Tomsk amb les principals ciutats de la ruta del Transsiberià, com Novossibirsk i Omsk. Durant la segona meitat del segle xx la construcció d'enllaços ferroviaris a Labytnangi, Tobolsk, i les ciutats productores de petroli i gas de Surgut i Nizhnevartovsk proporcionen més estacions, però no disminueix la importància dels cursos d'aigua per arribar a llocs on no pot fer-ho el ferrocarril.
El 1965 es va construir una presa prop de Novossibirsk, que va crear el llac artificial més gran de Sibèria, conegut com l'embassament de Novossibirsk o mar de l'Obi.
Durant les dècades de 1960 a 1980 enginyers i administradors soviètics desenvolupen un gegantí projecte per desviar part de les aigües de l'Irtix i l'Obi cap al Kazakhstan i les repúbliques de l'Àsia central soviètica, per reomplir el mar d'Aral. El projecte mai va arribar a dissenyar-se i la idea fou abandonada el 1986 degut a consideracions econòmiques i ambientals.

## Pol·lució
El 29 de setembre de 1957 la central nuclear de Maiak va alliberar grans quantitats d’aigua contaminada radioactivament a diversos llacs propers a la central. Aquests llacs desguassen al riu Tetxa, les aigües del qual finalment flueixen cap a l'Obi prop del final del seu camí.

## Afluents
El riu Obi té moltíssims afluents, i els més importants són els que recull la Taula següent (la taula no està completa).
Entre 150 km i 200 km de longitud hi ha afluents importants com el riu Yung Na, el riu Terkahes, el riu Liong Blau i el riu Kayson.
| Ramal | Ramal | km (boca) | Nombre riu          | Nombre riu          | Nombre riu          | Nombre riu          | Nombre riu          | Nombre riu          | Nombre (ruso)   | Desembocadura   | Longitud (km) | Conca (km²) | Cabal (m³/s) | Subjecte(s) federal(s) rus | Altres països | Tram                 |
| I     | —     | 3.647     | Riu Katun           | Riu Katun           | Riu Katun           | Riu Katun           | Riu Katun           | Riu Katun           | Катунь          | Obi             | 688           | 60.900      | 626          | Rússia · Rússia            | —             | Curs Superior        |
| —     | —     | —         | —                   | Riu Chuya           | Riu Chuya           | Riu Chuya           | Riu Chuya           | Riu Chuya           | Чуя             | Katun           | 320           | 11.200      | 42           | Rússia                     | —             | Curs Superior        |
| —     | —     | —         | —                   | Riu Argut           | Riu Argut           | Riu Argut           | Riu Argut           | Riu Argut           | Аргут           | Katun           | 230           | 9.550       | 95           | Rússia                     | —             | Curs Superior        |
| —     | D     | 3.647     | Riu Biya            | Riu Biya            | Riu Biya            | Riu Biya            | Riu Biya            | Riu Biya            | Бия             | Obi             | 301           | 37.000      | 477          | Rússia · Rússia            | —             | Curs Superior        |
| —     | —     | —         | —                   | Riu Chulyshman      | Riu Chulyshman      | Riu Chulyshman      | Riu Chulyshman      | Riu Chulyshman      | Чулышман        | Biya            | 241           | 16.800      | 160          | Rússia                     | —             | Curs Superior        |
| —     | —     | —         | —                   | —                   | Riu Bashkaus        | Riu Bashkaus        | Riu Bashkaus        | Riu Bashkaus        | Башкаус         | Chulyshman      | 219           | 7.700       | 27           | Rússia                     | —             | Curs Superior        |
| I     | —     | 3.634     | Riu Pestchanaïa     | Riu Pestchanaïa     | Riu Pestchanaïa     | Riu Pestchanaïa     | Riu Pestchanaïa     | Riu Pestchanaïa     | Песчаная        | Obi             | 400           | 5.400       | 31,5         | Rússia · Rússia            | —             | Curs Superior        |
| I     | —     | 3.626     | Riu Anouï           | Riu Anouï           | Riu Anouï           | Riu Anouï           | Riu Anouï           | Riu Anouï           | Ануй            | Obi             | 327           | 6.930       | 36,1         | Rússia · Rússia            | —             | Curs Superior        |
| I     | —     | 3.550     | Riu Charys          | Riu Charys          | Riu Charys          | Riu Charys          | Riu Charys          | Riu Charys          | Чарыш           | Obi             | 547           | 22.200      | 192          | Rússia · Rússia            | —             | Curs Superior        |
| I     | —     | 3.490     | Riu Aléi            | Riu Aléi            | Riu Aléi            | Riu Aléi            | Riu Aléi            | Riu Aléi            | Алей            | Obi             | 828           | 21.100      | 33,8         | Rússia                     | Kazakhstan    | Curs Superior        |
| —     | D     | 3.333     | Riu Chumish         | Riu Chumish         | Riu Chumish         | Riu Chumish         | Riu Chumish         | Riu Chumish         | Чумыш           | Obi             | 644           | 23.900      | 145          | Rússia · Rússia            | —             | Curs Superior        |
| —     | D     |           | Riu Berd            | Riu Berd            | Riu Berd            | Riu Berd            | Riu Berd            | Riu Berd            | Бердь           | Obi             | 363           | 8.650       | 45,8         | Rússia                     | —             | Curs Superior        |
|       |       | 3.271     | Riu Inia            | Riu Inia            | Riu Inia            | Riu Inia            | Riu Inia            | Riu Inia            | Иня             | Obi             | 663           | 17.600      | 47           | Rússia · Rússia            | —             | Curs Superior        |
| —     | D     | 2.677     | Riu Tom             | Riu Tom             | Riu Tom             | Riu Tom             | Riu Tom             | Riu Tom             | Томь            | Obi             | 827           | 62.000      | 1.100        | Rússia · Rússia · Rússia   | —             | Curs mitjà o Alt Obi |
| —     | —     | —         | —                   | Riu Kondoma         | Riu Kondoma         | Riu Kondoma         | Riu Kondoma         | Riu Kondoma         | Кондома         | Tom             | 392           | 8.270       | 123          | Rússia}                    | —             | Curs mitjà o Alt Obi |
| —     | —     | —         | —                   | Riu Mras-Sou        | Riu Mras-Sou        | Riu Mras-Sou        | Riu Mras-Sou        | Riu Mras-Sou        | Мрас-Су         | Tom             | 338           | 8.840       | 155          | Rússia                     | —             | Curs mitjà o Alt Obi |
| I     | —     | 2.605     | Riu Segarka         | Riu Segarka         | Riu Segarka         | Riu Segarka         | Riu Segarka         | Riu Segarka         | Шегарка         | Obi             | 382           | 12.000      | 12,6         | Rússia · Rússia            | —             | Curs mitjà o Alt Obi |
| —     | D     | 2.542     | Riu Culym           | Riu Culym           | Riu Culym           | Riu Culym           | Riu Culym           | Riu Culym           | Чулым           | Obi             | 1.799         | 134.000     | 785          | Rússia · Rússia            | —             | Curs mitjà o Alt Obi |
| —     | —     | —         | —                   | Riu Serej           | Riu Serej           | Riu Serej           | Riu Serej           | Riu Serej           | Сереж           | Culym           | 200           | 4.750       | 10           | Rússia                     | —             | Curs mitjà o Alt Obi |
| —     | —     | —         | —                   | Riu Kija            | Riu Kija            | Riu Kija            | Riu Kija            | Riu Kija            | Кия             | Culym           | 548           | 32.200      | 240          | Rússia · Rússia            | —             | Curs mitjà o Alt Obi |
| —     | —     | —         | —                   | —                   | Riu Tchet           | Riu Tchet           | Riu Tchet           | Riu Tchet           | Четь            | Kija            | 432           | 14.300      | 66           | Rússia · Rússia            | —             | Curs mitjà o Alt Obi |
| —     | —     | —         | —                   | Riu Chitchkayul     | Riu Chitchkayul     | Riu Chitchkayul     | Riu Chitchkayul     | Riu Chitchkayul     | Чичкаюл         | Culym           | 450           | 6.150       | 33,5         | Rússia                     | —             | Curs mitjà o Alt Obi |
| —     | —     | —         | —                   | Riu Kemtchug        | Riu Kemtchug        | Riu Kemtchug        | Riu Kemtchug        | Riu Kemtchug        | Кемчуг          | Culym           | 441           | 10.300      | 60           | Rússia                     | —             | Curs mitjà o Alt Obi |
| —     | —     | —         | —                   | Riu Ulujul          | Riu Ulujul          | Riu Ulujul          | Riu Ulujul          | Riu Ulujul          | Улуюл           | Culym           | 411           | 8.450       | 43,9         | Rússia                     | —             | Curs mitjà o Alt Obi |
| —     | —     | —         | —                   | Riu Jaja            | Riu Jaja            | Riu Jaja            | Riu Jaja            | Riu Jaja            | Яя              | Culym           | 380           | 11.700      | 88,5         | Rússia · Rússia            | —             | Curs mitjà o Alt Obi |
| I     | —     | 2.403     | Riu Chaja           | Riu Chaja           | Riu Chaja           | Riu Chaja           | Riu Chaja           | Riu Chaja           | Чая             | Obi             | 134           | 27.200      | 70           | Rússia                     | —             | Curs mitjà o Alt Obi |
| —     | —     | —         | —                   | Riu Iksa            | Riu Iksa            | Riu Iksa            | Riu Iksa            | Riu Iksa            | Икса            | Chaja           | 430           | 6.130       | 18           | Rússia · Rússia            | —             | Curs mitjà o Alt Obi |
| —     | —     | —         | —                   | Riu Parbig          | Riu Parbig          | Riu Parbig          | Riu Parbig          | Riu Parbig          | Парбиг          | Chaja           | 320           | 9.180       | 29           | Rússia                     | —             | Curs mitjà o Alt Obi |
| —     | —     | —         | —                   | Riu Baktchar        | Riu Baktchar        | Riu Baktchar        | Riu Baktchar        | Riu Baktchar        | Бакчар          | Chaja           | 348           | 7.310       | 17,7         | Rússia                     | —             | Curs mitjà o Alt Obi |
| I     | —     | 2.189     | Riu Parabel         | Riu Parabel         | Riu Parabel         | Riu Parabel         | Riu Parabel         | Riu Parabel         | Парабель        | Obi             | 308           | 25.500      | 90           | Rússia                     | —             | Curs mitjà o Alt Obi |
| —     | —     | —         | —                   | Riu Kenga           | Riu Kenga           | Riu Kenga           | Riu Kenga           | Riu Kenga           | Кенга           | Parabel         | 498           | 8.570       | 27           | Rússia                     | —             | Curs mitjà o Alt Obi |
| —     | —     | —         | —                   | Riu Tchouzik        | Riu Tchouzik        | Riu Tchouzik        | Riu Tchouzik        | Riu Tchouzik        | Чу́зик           | Parabel         | 382           | 9.000       | 26,8         | Rússia                     | —             | Curs mitjà o Alt Obi |
| —     | D     | 2.246     | Riu Ket             | Riu Ket             | Riu Ket             | Riu Ket             | Riu Ket             | Riu Ket             | Кеть            | Obi             | 1.621         | 94.200      | 560          | Rússia · Rússia            | —             | Curs mitjà o Alt Obi |
| —     | —     | —         | —                   | Riu Paydugina       | Riu Paydugina       | Riu Paydugina       | Riu Paydugina       | Riu Paydugina       | Пайдугина       | Ket             | 458           | 8.970       | 70           | Rússia                     | —             | Curs mitjà o Alt Obi |
| —     | —     | —         | —                   | Riu Lisitsa         | Riu Lisitsa         | Riu Lisitsa         | Riu Lisitsa         | Riu Lisitsa         | Лисица          | Ket             | 414           | 7.980       |              | Rússia                     | —             | Curs mitjà o Alt Obi |
| —     | —     | —         | —                   | Riu Yeltyreva       | Riu Yeltyreva       | Riu Yeltyreva       | Riu Yeltyreva       | Riu Yeltyreva       |                 | Ket             | 332           | 5.240       |              | Rússia                     | —             | Curs mitjà o Alt Obi |
| —     | —     | —         | —                   | Riu Yelovaya        | Riu Yelovaya        | Riu Yelovaya        | Riu Yelovaya        | Riu Yelovaya        | Еловая          | Ket             | 331           | 6.230       |              | Rússia                     | —             | Curs mitjà o Alt Obi |
| —     | —     | —         | —                   | Riu Orlovka         | Riu Orlovka         | Riu Orlovka         | Riu Orlovka         | Riu Orlovka         | Орловка         | Ket             | 327           | 9.010       | 65           | Rússia                     | —             | Curs mitjà o Alt Obi |
| —     | —     | —         | —                   | Riu Mendel          | Riu Mendel          | Riu Mendel          | Riu Mendel          | Riu Mendel          | Мендель         | Ket             | 366           | 3.800       |              | Rússia                     | —             | Curs mitjà o Alt Obi |
| I     | —     | 2.169     | Riu Vasyugan        | Riu Vasyugan        | Riu Vasyugan        | Riu Vasyugan        | Riu Vasyugan        | Riu Vasyugan        | Васюган         | Obi             | 1.082         | 61.800      | 345          | Rússia · Rússia            | —             | Curs mitjà o Alt Obi |
| —     | —     | —         | —                   | Riu Niourolka       | Riu Niourolka       | Riu Niourolka       | Riu Niourolka       | Riu Niourolka       |                 | Vasyugan        | 339           | 8.110       | 60           | Rússia                     | —             | Curs mitjà o Alt Obi |
| —     | —     | —         | —                   | Riu Chizhapka       | Riu Chizhapka       | Riu Chizhapka       | Riu Chizhapka       | Riu Chizhapka       | Чижапка         | Vasyugan        | 511           | 13.800      | 85,5         | Rússia                     | —             | Curs mitjà o Alt Obi |
| —     | —     | —         | —                   | Riu Makhno          | Riu Makhno          | Riu Makhno          | Riu Makhno          | Riu Makhno          | Махня           | Vasyugan        | 211           | 2.110       |              | Rússia                     | —             | Curs mitjà o Alt Obi |
| —     | —     | —         | —                   | Riu Kelvat          | Riu Kelvat          | Riu Kelvat          | Riu Kelvat          | Riu Kelvat          | Кельват         | Vasyugan        | 199           | 1.690       |              | Rússia                     | —             | Curs mitjà o Alt Obi |
| —     | —     | —         | —                   | Riu Yagylyah        | Riu Yagylyah        | Riu Yagylyah        | Riu Yagylyah        | Riu Yagylyah        | Ягылъях         | Vasyugan        | 368           | 4.680       |              | Rússia                     | —             | Curs mitjà o Alt Obi |
| —     | —     | —         | —                   | Riu Chertala        | Riu Chertala        | Riu Chertala        | Riu Chertala        | Riu Chertala        | Кельват         | Vasyugan        | 311           | 6.060       |              | Rússia                     | —             | Curs mitjà o Alt Obi |
| —     | D     | 2.077     | Riu Tym             | Riu Tym             | Riu Tym             | Riu Tym             | Riu Tym             | Riu Tym             | Тым             | Obi             | 950           | 32.300      | 250          | Rússia · Rússia            | —             | Curs mitjà o Alt Obi |
| —     | —     | —         | —                   | Riu Sangilka        | Riu Sangilka        | Riu Sangilka        | Riu Sangilka        | Riu Sangilka        | Сангилька       | Tym             | 335           | 4.490       |              | Rússia · Rússia · Rússia   | —             | Curs mitjà o Alt Obi |
| —     | —     | —         | —                   | Riu Lymbelka        | Riu Lymbelka        | Riu Lymbelka        | Riu Lymbelka        | Riu Lymbelka        | Лымбелька       | Tym             | 240           | 2.150       |              | Rússia · Rússia · Rússia   | —             | Curs mitjà o Alt Obi |
| —     | D     | 1.730     | Riu Vakh            | Riu Vakh            | Riu Vakh            | Riu Vakh            | Riu Vakh            | Riu Vakh            | Вах             | Obi             | 964           | 76.700      | 504          | Rússia                     | —             | Curs mitjà o Alt Obi |
| —     | —     | —         | —                   | Riu Kolikiegan      | Riu Kolikiegan      | Riu Kolikiegan      | Riu Kolikiegan      | Riu Kolikiegan      | Коликъеган      | Vakh            | 457           | 12.200      | 65,1         | Rússia                     | —             | Curs mitjà o Alt Obi |
| —     | —     | —         | —                   | Riu Sabuni          | Riu Sabuni          | Riu Sabuni          | Riu Sabuni          | Riu Sabuni          | Сабун           | Vakh            | 328           | 15.700      |              | Rússia                     | —             | Curs mitjà o Alt Obi |
| —     | D     |           | Riu Tromégan        | Riu Tromégan        | Riu Tromégan        | Riu Tromégan        | Riu Tromégan        | Riu Tromégan        | Тромъеган       | Obi             | 581           | 55.600      | 425          | Rússia                     | —             | Curs mitjà o Alt Obi |
| —     | —     | —         | —                   | Riu Agan            | Riu Agan            | Riu Agan            | Riu Agan            | Riu Agan            | Аган            | Obi             | 544           | 32.200      | 260          | Rússia                     | —             | Curs mitjà o Alt Obi |
| I     | —     |           | Riu Bolshoi Jugan   | Riu Bolshoi Jugan   | Riu Bolshoi Jugan   | Riu Bolshoi Jugan   | Riu Bolshoi Jugan   | Riu Bolshoi Jugan   | Большой Юга́н    | Obi             | 1.063         | 34.700      | 173          | Rússia                     | —             | Curs mitjà o Alt Obi |
| —     | —     | —         | —                   | Riu Malyj Yugán     | Riu Malyj Yugán     | Riu Malyj Yugán     | Riu Malyj Yugán     | Riu Malyj Yugán     | Малый Юган      | Bolshoi Jugan   | 521           | 10.200      | 60           | Rússia                     | —             | Curs mitjà o Alt Obi |
| —     | D     |           | Riu Pim             | Riu Pim             | Riu Pim             | Riu Pim             | Riu Pim             | Riu Pim             | Пим             | Obi             | 390           | 12.700      | 68           | Rússia                     | —             | Curs mitjà o Alt Obi |
| I     | —     |           | Riu Bolshoi Salym   | Riu Bolshoi Salym   | Riu Bolshoi Salym   | Riu Bolshoi Salym   | Riu Bolshoi Salym   | Riu Bolshoi Salym   | Большой Салым   | Obi             | 583           | 18.100      | 69,5         | Rússia · Rússia            | —             | Curs mitjà o Alt Obi |
| —     | —     | —         | —                   | Riu Tucán           | Riu Tucán           | Riu Tucán           | Riu Tucán           | Riu Tucán           | Тукан           | Bolshoi Salym   | 215           | 2.510       | 60           | Rússia                     | —             | Curs mitjà o Alt Obi |
| —     | D     | 1.369     | Riu Lyamin          | Riu Lyamin          | Riu Lyamin          | Riu Lyamin          | Riu Lyamin          | Riu Lyamin          | Лямин           | Obi             | 420           | 14.000      | 100,2        | Rússia                     | —             | Curs mitjà o Alt Obi |
| —     | D     | 1.172     | Riu Nazym           | Riu Nazym           | Riu Nazym           | Riu Nazym           | Riu Nazym           | Riu Nazym           | Назым           | Obi             | 422           | 11.700      | 86,9         | Rússia                     | —             | Curs mitjà o Alt Obi |
| I     | —     | 1.162     | Riu Irtysh          | Riu Irtysh          | Riu Irtysh          | Riu Irtysh          | Riu Irtysh          | Riu Irtysh          | Иртыш           | Obi             | 4.248         | 1.673.470   | 2.150        | Rússia · Rússia · Rússia   | —             | Curs Inferior        |
| —     | —     | —         | —                   | Riu Konda           | Riu Konda           | Riu Konda           | Riu Konda           | Riu Konda           |                 | Irtych          | 1.097         | 72.800      | 230          | Rússia                     | —             | Curs Inferior        |
| —     | —     | —         | —                   | —                   | Riu Mulymya         | Riu Mulymya         | Riu Mulymya         | Riu Mulymya         | Мулымья         | Konda           | 608           | 7.810       | 22,5         | Rússia                     | —             | Curs Inferior        |
| —     | —     | —         | —                   | —                   | Riu Bolshoy Tap     | Riu Bolshoy Tap     | Riu Bolshoy Tap     | Riu Bolshoy Tap     | Большой Тап     | Konda           | 504           | 6.700       |              | Rússia                     | —             | Curs Inferior        |
| —     | —     | —         | —                   | —                   | Riu Kuma            | Riu Kuma            | Riu Kuma            | Riu Kuma            | Кума            | Konda           | 530           | 7.750       | 22,9         | Rússia                     | —             | Curs Inferior        |
| —     | —     | —         | —                   | —                   | Riu Yukonda         | Riu Yukonda         | Riu Yukonda         | Riu Yukonda         |                 | Konda           | 324           | 6.870       |              | Rússia                     | —             | Curs Inferior        |
| —     | —     | —         | —                   | Riu Demianka        | Riu Demianka        | Riu Demianka        | Riu Demianka        | Riu Demianka        |                 | Irtych          | 1.160         | 34.800      |              | Rússia · Rússia            | —             | Curs Inferior        |
| —     | —     | —         | —                   | —                   | Riu Keum            | Riu Keum            | Riu Keum            | Riu Keum            |                 | Demianka        | 354           | 3.630       |              | Rússia                     | —             | Curs Inferior        |
| —     | —     | —         | —                   | —                   | Riu Urna            | Riu Urna            | Riu Urna            | Riu Urna            |                 | Demianka        | 336           |             |              | Rússia · Rússia            | —             | Curs Inferior        |
| —     | —     | —         | —                   | —                   | Riu Imgyt           | Riu Imgyt           | Riu Imgyt           | Riu Imgyt           |                 | Demianka        | 304           | 5.980       |              | Rússia                     | —             | Curs Inferior        |
| —     | —     | —         | —                   | Riu Noska           | Riu Noska           | Riu Noska           | Riu Noska           | Riu Noska           | Носка           | Irtych          | 374           | 8.500       | 16,5         | Rússia                     | —             | Curs Inferior        |
| —     | —     | —         | —                   | Riu Turtas          | Riu Turtas          | Riu Turtas          | Riu Turtas          | Riu Turtas          | Туртас          | Irtych          | 241           | 12.100      | 39,9         | Rússia · Rússia            | —             | Curs Inferior        |
| —     | —     | —         | —                   | Riu Tobol           | Riu Tobol           | Riu Tobol           | Riu Tobol           | Riu Tobol           |                 | Irtych          | 1.591         | 426.000     | 805          | Rússia · Rússia            | —             | Curs Inferior        |
| —     | —     | —         | —                   | —                   | Riu Tavda           | Riu Tavda           | Riu Tavda           | Riu Tavda           | Тавда           | Tobol           | 719           | 88.100      | 440          | Rússia · Rússia            | —             | Curs Inferior        |
| —     | —     | —         | —                   | —                   | —                   | Riu Pelym           | Riu Pelym           | Riu Pelym           | Пелым           | Tavda           | 707           | 15.200      | 100          | Rússia                     | —             | Curs Inferior        |
| —     | —     | —         | —                   | —                   | —                   | Riu Lozva           | Riu Lozva           | Riu Lozva           | Лозьва          | Tavda           | 637           | 17.800      | 70           | Rússia                     | —             | Curs Inferior        |
| —     | —     | —         | —                   | —                   | —                   | Riu Sosva           | Riu Sosva           | Riu Sosva           | Сосьва          | Tavda           | 635           | 24.700      | 113          | Rússia                     | —             | Curs Inferior        |
| —     | —     | —         | —                   | —                   | —                   | —                   | Riu Lialia          | Riu Lialia          | Ляля            | Sosva           | 320           | 7.500       |              | Rússia                     | —             | Curs Inferior        |
| —     | —     | —         | —                   | —                   | —                   | Riu Lobva           | Riu Lobva           | Riu Lobva           | Лобва           | Lialia          | 260           | 3.980       | 20,1         | Rússia                     | —             | Curs Inferior        |
| —     | —     | —         | —                   | —                   | Riu Tura            | Riu Tura            | Riu Tura            | Riu Tura            | Тура́            | Tobol           | 1.030         | 80.400      |              | Rússia · Rússia            | —             | Curs Inferior        |
| —     | —     | —         | —                   | —                   | —                   | Riu Pychna          | Riu Pychna          | Riu Pychna          | Пышма           | Tura            | 603           | 19.700      | 34           | Rússia · Rússia            | —             | Curs Inferior        |
| —     | —     | —         | —                   | —                   | —                   | Riu Nitsa           | Riu Nitsa           | Riu Nitsa           | Ница            | Tura            | 262           | 22.600      |              | Rússia                     | —             | Curs Inferior        |
| —     | —     | —         | —                   | —                   | —                   | —                   | Riu Neiva           | Riu Neiva           | Нейва           | Nitsa           | 294           | 5.600       | 19           | Rússia                     | —             | Curs Inferior        |
| —     | —     | —         | —                   | —                   | —                   | —                   | Riu Rej             | Riu Rej             | Реж             | Nitsa           | 219           | 4.400       | 11,9         | Rússia                     | —             | Curs Inferior        |
| —     | —     | —         | —                   | —                   | —                   | Riu Tagil           | Riu Tagil           | Riu Tagil           | Тагил           | Tura            | 414           | 10.100      |              | Rússia                     | —             | Curs Inferior        |
| —     | —     | —         | —                   | —                   | —                   | Riu Salda           | Riu Salda           | Riu Salda           | Салда           | Tura            | 182           | 3.670       | 13,4         | Rússia                     | —             | Curs Inferior        |
| —     | —     | —         | —                   | —                   | Riu Iset            | Riu Iset            | Riu Iset            | Riu Iset            | Исеть           | Tobol           | 606           | 58.900      | 65,4         | Rússia · Rússia · Rússia   | —             | Curs Inferior        |
| —     | —     | —         | —                   | —                   | —                   | Riu Miass           | Riu Miass           | Riu Miass           | Миасс           | Iset            | 658           | 21.800      | 17           | Rússia · Rússia · Rússia   | —             | Curs Inferior        |
| —     | —     | —         | —                   | —                   | —                   | Riu Tetcha          | Riu Tetcha          | Riu Tetcha          | Теча            | Iset            | 240           | 715.000     | 6,63         | Rússia · Rússia · Rússia   | —             | Curs Inferior        |
| —     | —     | —         | —                   | —                   | Riu Uy              | Riu Uy              | Riu Uy              | Riu Uy              | Уй              | Tobol           | 462           | 34.400      | 13,6         | Rússia · Rússia · Rússia   | —             | Curs Inferior        |
| —     | —     | —         | —                   | —                   | —                   | Riu Uvelka          | Riu Uvelka          | Riu Uvelka          | Увелька         | Uy              | 260           | 4.700       | 4,3          | Rússia                     | —             | Curs Inferior        |
| —     | —     | —         | —                   | —                   | —                   | Riu Toguzak         | Riu Toguzak         | Riu Toguzak         | Тогузак         | Uy              | 200           | 7.970       | 2,9          | Rússia                     | Kazakhstan    | Curs Inferior        |
| —     | —     | —         | —                   | —                   | Riu Ubagan          | Riu Ubagan          | Riu Ubagan          | Riu Ubagan          | Убаган          | Tobol           | 376           | 50.700      |              | Rússia                     | Kazakhstan    | Curs Inferior        |
| —     | —     | —         | —                   | —                   | Riu Aïat            | Riu Aïat            | Riu Aïat            | Riu Aïat            | Аять            | Tobol           | 225           | 11.000      | 4,88         | Rússia                     | Kazakhstan    | Curs Inferior        |
| —     | —     | —         | —                   | Riu Vagai           | Riu Vagai           | Riu Vagai           | Riu Vagai           | Riu Vagai           |                 | Irtych          | 555           | 23.200      | 35           | Rússia                     | —             | Curs Inferior        |
| —     | —     | —         | —                   | Riu Ishim           | Riu Ishim           | Riu Ishim           | Riu Ishim           | Riu Ishim           |                 | Irtych          | 2.450         | 177.000     | 56,3         | Rússia · Rússia            | Kazakhstan    | Curs Inferior        |
| —     | —     | —         | —                   | —                   | Riu Koluton         | Riu Koluton         | Riu Koluton         | Riu Koluton         |                 | Ichim           | 200           |             |              | —                          | Kazakhstan    | Curs Inferior        |
| —     | —     | —         | —                   | —                   | Riu Terisakkan      | Riu Terisakkan      | Riu Terisakkan      | Riu Terisakkan      |                 | Ichim           | 350           |             |              | —                          | Kazakhstan    | Curs Inferior        |
| —     | —     | —         | —                   | —                   | Riu Akan-Burluk     | Riu Akan-Burluk     | Riu Akan-Burluk     | Riu Akan-Burluk     |                 | Ichim           | 240           |             |              | Kazakhstan                 | —             | Curs Inferior        |
| —     | —     | —         | —                   | —                   | Riu Iman-Burluk     | Riu Iman-Burluk     | Riu Iman-Burluk     | Riu Iman-Burluk     |                 | Ichim           | 230           |             |              | Kazakhstan                 | —             | Curs Inferior        |
| —     | —     | —         | —                   | —                   | Riu Bolchaya Tava   | Riu Bolchaya Tava   | Riu Bolchaya Tava   | Riu Bolchaya Tava   | Большая Тава    | Ichim           | 180           | 2.740       | 6,23         | Rússia · Rússia            | —             | Curs Inferior        |
| —     | —     | —         | —                   | Riu Tuy             | Riu Tuy             | Riu Tuy             | Riu Tuy             | Riu Tuy             | Туй             | Irtych          | 507           | 8.490       | 31,3         | Rússia                     | —             | Curs Inferior        |
| —     | —     | —         | —                   | Riu Shish (o Chich) | Riu Shish (o Chich) | Riu Shish (o Chich) | Riu Shish (o Chich) | Riu Shish (o Chich) | Шиш             | Irtych          | 378           | 5.270       | 15,2         | Rússia                     | —             | Curs Inferior        |
| —     | —     | —         | —                   | Riu Osha (Ocha)     | Riu Osha (Ocha)     | Riu Osha (Ocha)     | Riu Osha (Ocha)     | Riu Osha (Ocha)     | Оша             | Irtych          | 530           | 21.300      | 4,95         | Rússia                     | —             | Curs Inferior        |
| —     | —     | —         | —                   | Riu Uy              | Riu Uy              | Riu Uy              | Riu Uy              | Riu Uy              | Уй              | Irtych          | 387           | 26.700      | 24           | Rússia · Rússia            | —             | Curs Inferior        |
| —     | —     | —         | —                   | Riu Tara            | Riu Tara            | Riu Tara            | Riu Tara            | Riu Tara            |                 | Irtych          | 806           | 18.300      | 40,8         | Rússia · Rússia            | —             | Curs Inferior        |
| —     | —     | —         | —                   | Riu Om              | Riu Om              | Riu Om              | Riu Om              | Riu Om              |                 | Irtych          | 1.091         | 52.400      | 50           | Rússia · Rússia            | —             | Curs Inferior        |
| —     | —     | —         | —                   | —                   | Riu Tartas          | Riu Tartas          | Riu Tartas          | Riu Tartas          |                 | Om              | 566           | 16.200      | 21,2         | Rússia                     | —             | Curs Inferior        |
| —     | —     | —         | —                   | —                   | Riu Itcha           | Riu Itcha           | Riu Itcha           | Riu Itcha           | Ича             | Om              | 240           | 3.300       | 4,81         | Rússia                     | —             | Curs Inferior        |
| —     | —     | —         | —                   | Riu Chagan          | Riu Chagan          | Riu Chagan          | Riu Chagan          | Riu Chagan          | Шаган           | Irtych          | 295           | 25.400      | 1,02         | —                          | Kazakhstan    | Curs Inferior        |
| —     | —     | —         | —                   | Riu Čar             | Riu Čar             | Riu Čar             | Riu Čar             | Riu Čar             | Чар             | Irtych          | 250           | 14.000      | 4,82         | —                          | Kazakhstan    | Curs Inferior        |
| —     | —     | —         | —                   | Riu Uba             | Riu Uba             | Riu Uba             | Riu Uba             | Riu Uba             | Уба             | Irtych          | 278           | 9.850       | 178          | —                          | Kazakhstan    | Curs Inferior        |
| —     | —     | —         | —                   | Riu Buchtarma       | Riu Buchtarma       | Riu Buchtarma       | Riu Buchtarma       | Riu Buchtarma       |                 | Irtych          | 336           | 12.660      | 214          | —                          | Kazakhstan    | Curs Inferior        |
| —     | D     | 648       | Riu Kazym           | Riu Kazym           | Riu Kazym           | Riu Kazym           | Riu Kazym           | Riu Kazym           | Казым           | Obi             | 659           | 35.600      | 267          | Rússia                     | —             | Curs Inferior        |
| —     | —     | —         | —                   | Riu Amnya           | Riu Amnya           | Riu Amnya           | Riu Amnya           | Riu Amnya           | Амня            | Kazym           | 374           | 7.210       |              | Rússia                     | —             | Curs Inferior        |
| I     | —     |           | Riu Severnaja Sosva | Riu Severnaja Sosva | Riu Severnaja Sosva | Riu Severnaja Sosva | Riu Severnaja Sosva | Riu Severnaja Sosva | Северная Сосьва | Obi             | 754           | 98.300      | 860          | Rússia                     | —             | Curs Inferior        |
| —     | —     | —         | —                   | Riu Malaya Sosva    | Riu Malaya Sosva    | Riu Malaya Sosva    | Riu Malaya Sosva    | Riu Malaya Sosva    | Малая Сосьва    | Severnaja Sosva | 484           | 10.400      | 36,7         | Rússia                     | —             | Curs Inferior        |
| —     | —     | —         | —                   | Riu Liapin-Hulga    | Riu Liapin-Hulga    | Riu Liapin-Hulga    | Riu Liapin-Hulga    | Riu Liapin-Hulga    | Ляпин           | Severnaja Sosva | 404           | 27.300      | 345          | Rússia                     | —             | Curs Inferior        |
| —     | —     | —         | —                   | —                   | Riu Hulga           | Riu Hulga           | Riu Hulga           | Riu Hulga           | Хулга           | Liapin          | 253           |             |              | Rússia                     | —             | Curs Inferior        |
| I     | —     |           | Riu Shchuchya       | Riu Shchuchya       | Riu Shchuchya       | Riu Shchuchya       | Riu Shchuchya       | Riu Shchuchya       | Щучья           | Obi             | 565           | 12.300      | 109          | Rússia                     | —             | Curs Inferior        |
| —     | D     | 291       | Riu Poluy           | Riu Poluy           | Riu Poluy           | Riu Poluy           | Riu Poluy           | Riu Poluy           | Полуй           | Obi             | 369           | 21.000      | 170          | Rússia                     | —             | Curs Inferior        |
| —     | —     | —         | —                   | Riu Glubokij Poluj  | Riu Glubokij Poluj  | Riu Glubokij Poluj  | Riu Glubokij Poluj  | Riu Glubokij Poluj  | Глубокий Полуй  | Poluy           | 266           |             |              | Rússia                     | —             | Curs Inferior        |
| —     | —     | —         | —                   | Riu Suchoj Poluy    | Riu Suchoj Poluy    | Riu Suchoj Poluy    | Riu Suchoj Poluy    | Riu Suchoj Poluy    | Сухой Полуй     | Poluy           | 212           | 5.100       | 45           | Rússia                     | —             | Curs Inferior        |

### Afluents en el Registre Estatal d'Aigües de Rússia
En el Registre Estatal d'Aigües de Rússia, es recullen els següents afluents (els quilòmetres són la distància a la desembocadura):
- 291 km: riu POLUI
- 322 km: riu SOB
- 351 km: riu M. OB
- 648 km: riu KAZYM
- 1091 km: riu VOCH-YAGA
- 1094 km: riu OKHLYM
- 1172 km: riu NAZYM
- 1366 km: riu (sense nom)
- 1369 km: riu Lyamin
- 1451 km: riu KALININA
- 1481 km: riu NEGRO
- 1585 km: riu Verkh. Lobanovsky Egan
- 1600 km: riu VATINSKY-EGAN
- 1627 km: riu (sense nom)
- 1707 km: riu Bol. Ryazanka
- 1720 km: riu B. EGAN
- 1730 km: riu VAC
- 1753 km: riu STARITSA PROTOTA
- 1790 km: PASOL
- 1808 km: riu LAR-YEHAN
- 1926 km: Nazota
- 1949 km: riu (sense nom)
- 1978 km: riu Akkishny Istok
- 2027 km: riu (sense nom)
- 2053 km: riu Logalka
- 2077 km: riu Tym
- 2169 km: riu VASYUGAN
- 2189 km: riu PARABEL
- 2226 km: riu Pyzhina (Kailka)
- 2246 km: riu Ket
- 2327 km: riu Golubets
- 2352 km: riu SHUDELKA
- 2403 km: riu Chaya
- 2408 km: riu Sara
- 2416 km: riu Yesenga
- 2425 km: rierol MATIYANGA
- 2467 km: riu Istok Karya Bolshaya
- 2473 km: riu Sondrovka
- 2476 km: riu Kaldzha
- 2484 km: riu Korta (Bol. Korta)
- 2490 km: riu Kuzur
- 2520 km: riu Tatosh
- 2521 km: riu Krivaya Luka
- 2542 km: riu CHULYM
- 2543 km: riu (sense nom)
- 2547 km: riu Verkh. Anma (Bol. Sorovskaya)
- 2582 km: riu Taptan
- 2589 km: riu BROVKA
- 2605 km: riu SHEGARKA
- 2625 km: riu Rybnaya
- 2628 km: riu Andreva
- 2654 km: riu Zabornaya
- 2677 km: riu TOM
- 2719 km: riu Yuzherka (Mundrova)
- 2733 km: riu Uskovka
- 2738 km: riu Chichag (Chigan)
- 2745 km: riu Kireeva
- 2751 km: riu Tagan
- 2758 km: riu (sense nom)
- 2762 km: riu (sense nom)
- 2775 km: riu Urtamka
- 2795 km: riu Siman
- 2815 km: riu Iksa
- 2817 km: riu Krasnaya
- 2821 km: riu Tula
- 2830 km: riu Oyash
- 2840 km: riu Uen
- 2854 km: riu Umreva
- 2882 km: riu Poross
- 2898 km: riu Uen
- 2912 km: riu Chauss
- 2924 km: riu Bachat
- 2935 km: riu Staritsa, hall. Staritsa
- 2956 km: riu Yeltsovka* 2
- 2957 km: riu Yeltsovka
- 2961 km: riu Kamenka
- 2964 km: riu Tula
- 2965 km: riu Inya
- 2980 km: riu Yeltsovka
- 3169 km: riu Kamenskaya Sueva
- 3175 km: riu Allakskaya Suva
- 3178 km: riu Allak
- 3204 km: riu Suryanka
- 3217 km: riu Chirukha
- 3220 km: riu Kamenka
- 3231 km: riu Suzun (Bajo Suzun)
- 3245 km: riu Verkh. Suzun (Verkh. Suzunka, Suzunka)
- 3246 km: riu Slezianka (Pechurka)
- 3262 km: riu Meretka (Meret)
- 3269 km: riu (sense nom)
- 3271 km: riu Iny
- 3279 km: riu Kuchuk
- 3290 km: riu SHELABOLIKHA
- 3303 km: riu Marayka
- 3324 km: l'antic rierol Dolgoy
- 3333 km: riu CHUMYSH
- 3368 km: riu Seredchikha
- 3379 km: riu Kisluha
- 3407 km: riu LOSIKHA
- 3408 km: riu Tala
- 3409 km: riu BARNAULKA
- 3412 km: rierol BOBROV.
- 3456 km: riu Kalmanka
- 3466 km: riu BURANIHA
- 3474 km: riu (sense nom)
- 3480 km: riu Iron Source
- 3481 km: riu Kalmanka
- 3490 km: riu Aley
- 3508 km: riu GRANDE
- 3516 km: riu (sense nom)
- 3530 km: riu Krutiha
- 3550 km: riu Charysh
- 3607 km: riu Amurka
- 3626 km: riu Anuj
- 3634 km: riu Sand
- 3635 km: riu Chemrovka (Marushka)
- 3647 km: riu Biya